# Trittico del Giudizio di Vienna

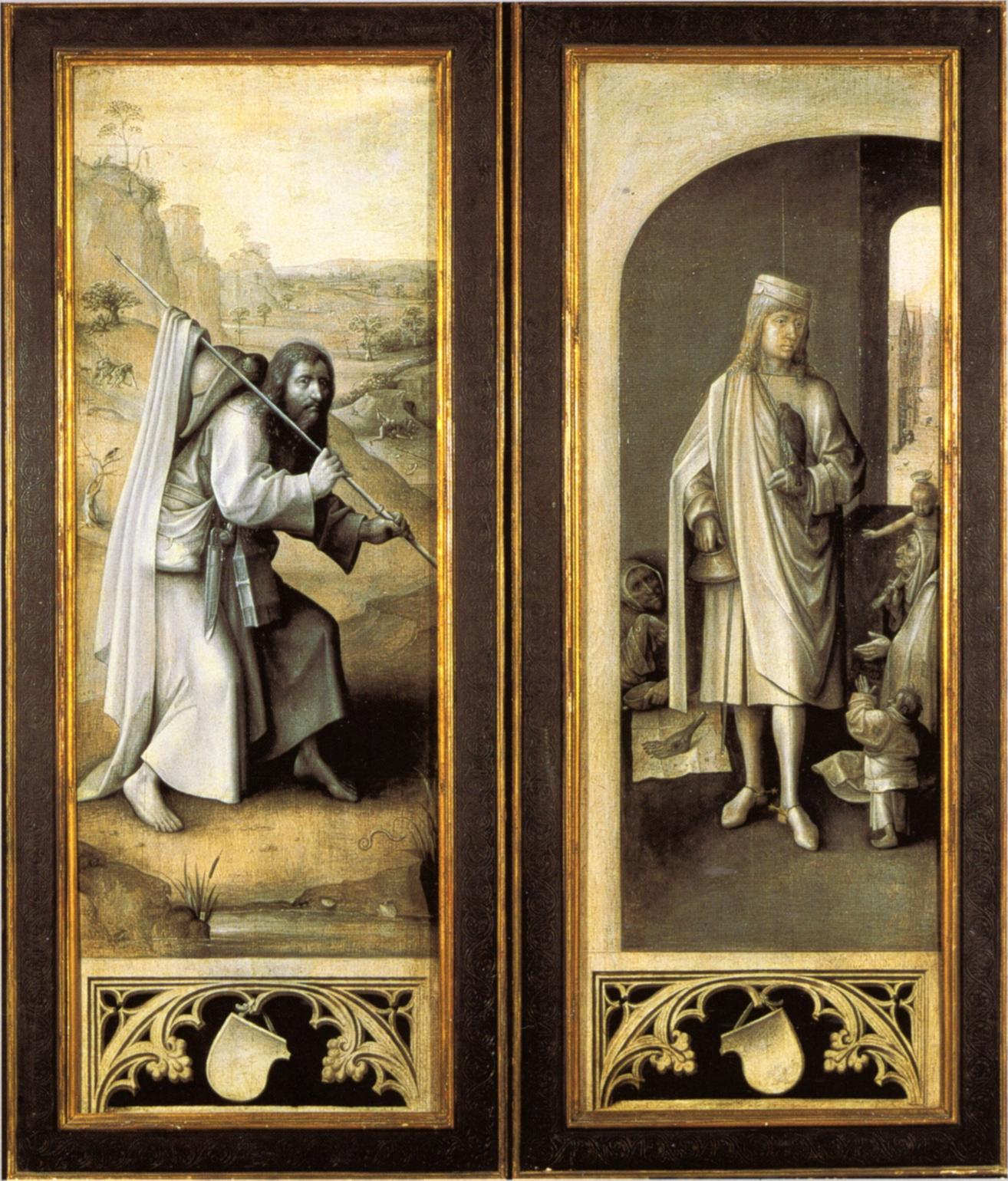
Il trittico chiuso

Il Trittico del Giudizio di Vienna è un dipinto a olio su tavola (163,7x127 cm il pannello centrale, 167,7x60 quello sinistro e 167x60 quello destro) di Hieronymus Bosch, databile al 1482 circa e conservato nell'Accademia di belle arti di Vienna.

## Storia
La notizia più antica sul dipinto è la menzione nell'inventario del 1659 delle collezioni dell'arciduca d'Austria Leopoldo Guglielmo, come autografo di "Hieronimo Bosz". Verso la fine del Settecento l'opera venne acquistata dal conte Lambert-Spritzenstein, da cui passò poi nella sede odierna. Oggetto di restauri e ridipinture tra Sei e Settecento, subì per tali trattamenti ampie cadute di colore.
Qualcuno individua in quest'opera il dipinto del Giudizio di Bosch acquistato da Filippo il Bello nel 1504, mentre altri negano tale ipotesi, indicando piuttosto una delle altre versioni conosciute del soggetto.
Analisi dendrocronologiche hanno confermato una datazione attorno al 1482 o successiva. Dell'opera si conosce una copia attribuita a Lucas Cranach il Vecchio nella Gemäldegalerie di Berlino.

## Descrizione e stile
Il dipinto mostra una certa somiglianza compositiva con il trittico del Carro di fieno o il trittico del Giardino delle delizie, entrambe al Prado: analoga è infatti l'impostazione dei riquadri laterali con il giardino dell'Eden a sinistra e l'Inferno a destra. Il pannello centrale mostra il giudizio universale vero e proprio, in un'atmosfera più tendente all'oscurità del pannello infernale.

### Trittico chiuso
|  |  |

Gli sportelli chiusi del trittico mostrano due santi a figura intera: a sinistra san Giacomo maggiore durante un pellegrinaggio; a destra san Bavone mentre compie un'elemosina. Come da tradizione fiamminga, questi riquadri sono dipinti a monocromo, per far maggiormente risaltare i colori smaglianti del trittico aperto.
In basso sono visibili due stemmi vuoti sotto archetti polilobati. Le due figure dei santi sono quelle che hanno destato maggiori perplessità riguardo all'autografia, di una fermezza un po' statica.
Giacomo è in cammino in un mondo malvagio, secondo la tradizionale iconografia del suo pellegrinaggio, come alludono le figurette del cieco, del paralitico e dell'aggressione, mentre l'impiccato si riferisce forse a un episodio della Leggenda aurea, in cui si parla del miracolo della resurrezione di un uomo ingiustamente condannato a morte.
Bavone, il protettore delle Fiandre, è vestito come un cavaliere, col falcone sul polso sinistro, ed è ritratto nell'atto di elargire beni ai poveri prima di ritirarsi in convento. Gli indigenti tendono eloquentemente la mano, tra cui uno storpio e una vecchia con un bambino di spalle, vestito di una giacca troppo grande, riferibile a un disegno attribuito al maestro oggi in una collezione privata di San Francisco.

### Trittico aperto

#### Pannello di sinistra:Il giardino dell'Eden
L'ala sinistra mostra il giardino dell'Eden, il cui verde paesaggio domina i tre quarti inferiori della tavola. La composizione è divisa sostanzialmente in quattro registri: nella parte superiore Dio è mostrato seduto sul suo trono circondato da un'aura luminosa e attorno a lui si apre un cielo annuvolato, tra i cui nembi lottano gli angeli fedeli e gli angeli ribelli, questi ultimi trasformati in insetti. Sotto si apre un paesaggio incontaminato e senza presenza umana o animale, con rocce e uno specchio d'acqua.
Le tre zone sottostanti sono da leggersi dal basso verso l'alto: in primo piano Dio crea Eva a partire dalla costola d'Adamo, addormentato ai suoi piedi; sopra si descrive la tentazione del serpente a Eva e l'episodio del frutto proibito, mentre ancora più in alto si trova la cacciata dal paradiso terrestre dei due da parte di un angelo con la spada. Chiara è l'allusione al peccato della foresta.

#### Pannello centrale:Il giudizio universale

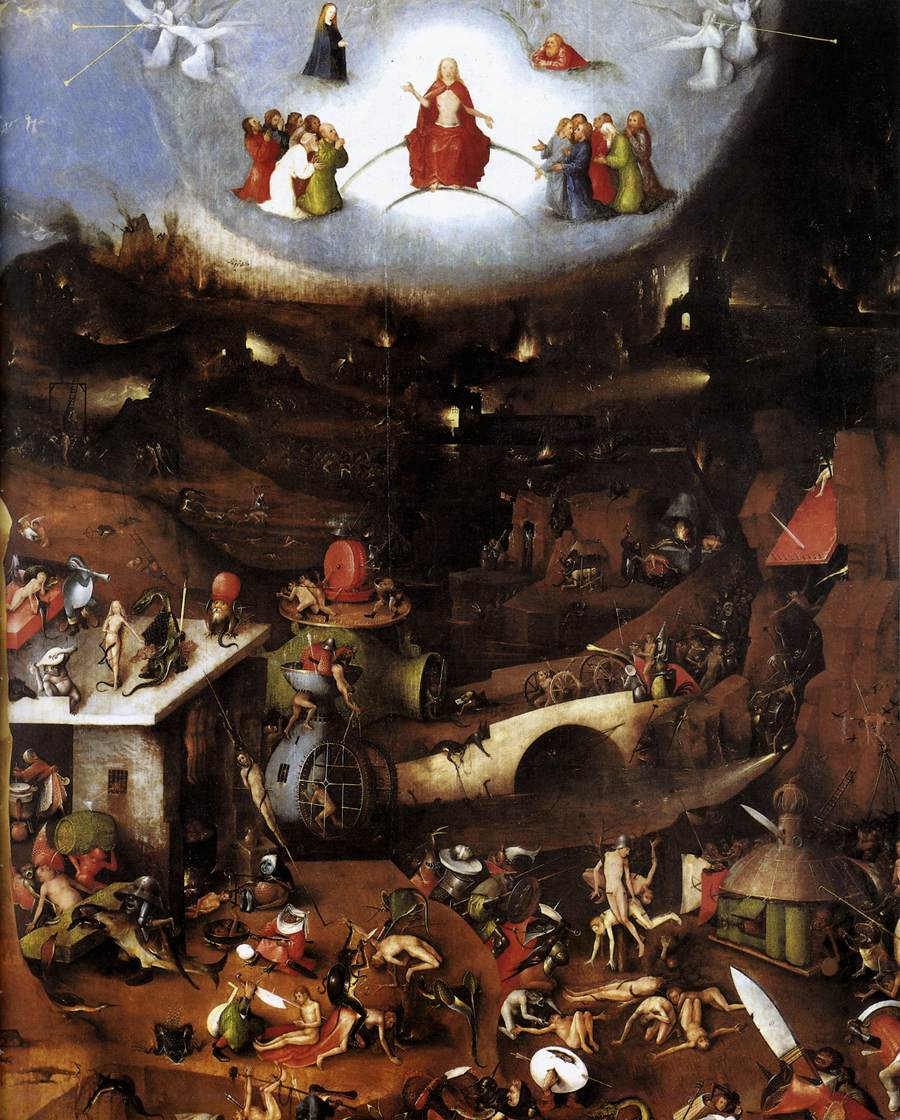
Il pannello centrale

Il pannello centrale mostra un Giudizio Universale, basato sulla visione dell'Apocalisse di Giovanni. In alto si vede Cristo in veste di giudice, circondato da Maria Vergine, san Giovanni Battista, quattro angeli e gli apostoli. La zona celeste, di un colore azzurro brillante, contrasta fortemente con la gran parte del dipinto, occupato quasi interamente dalla punizione dei dannati, praticamente senza lasciare spazio per i beati. Qui dominano i colori bruni, sui quali spiccano accenti di verde, azzurro, rosso, ocra e gli incarnati chiari.
Sotto Cristo si apre infatti uno scenario di distruzione e terrore, in cui gli uomini sono vessati da esseri infernali di ogni forma, simili a insetti, pagando il fio delle loro colpe commesse in vita. Essi sono bruciati, cotti allo spiedo, infilzati, impalati, appesi a ganci da macellaio, obbligati a inghiottire sostanze immonde (i golosi), o sottoposti agli ingranaggi di oscuri marchingegni, mentre su un tetto spicca il castigo di una ragazza lussuriosa, rappresentata in piedi e avvinghiata da un serpente al cui fianco si ergono creature mostruose, come un lucertolone verde con una lunga coda che maneggia una lancia. Questa scena d'inferno in terra è molto vicina al pannello di destra del trittico del Giardino delle delizie, custodito al Museo del Prado.

#### Pannello di destra:L'Inferno
L'inferno viene praticamente presentato come un'estensione del giudizio universale, in quanto continuano le scene di esseri umani afflitti da tormenti; il paesaggio è oscuro, abbondano le fiamme e i personaggi mostruosi che proseguono con le proprie angherie verso i peccatori, disegnando episodi quasi da scontro militare.
Su tutto troneggia Satana, presso il quale sono condotte le anime dei dannati. Come scrisse Larsen (1998) «in questa pala Bosch non pronuncia un'omelia: nella sua concezione Dio e Figlio non incarnano l'amore, bensì sono gli esecutori di una giustizia severa, quasi mosaica».